# Osoaviachim-1

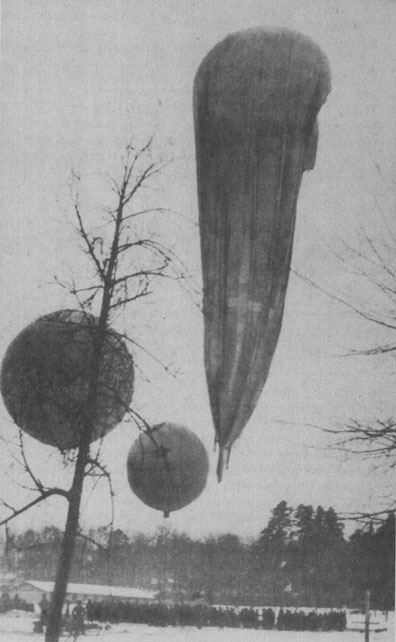
Balón Osoaviachim-1 před startem

Osoaviachim-1 (rusky Осоавиахим-1), zkratka S.O.A.Ch-I, byl sovětský stratosférický balón, který se při sestupu po úspěšném pokusu o světový výškový rekord tragicky zřítil 30. ledna 1934 i s tříčlennou posádkou.
Název balónu je zkratkou organizace OSOAVIACHIM (rusky Общество содействия обороне, авиационному и химическому строительству, Obščestvo sodějstvija oboroně, aviacionnomu i chimičeskomu stroitělstvu), která let zajišťovala; v českých zdrojích se objevuje v několika variantách.
Pád byl způsoben tím, že letci podcenili množství potřebné přítěže. Když se plyn, ohřátý přes den sluncem, večer ochladil, neměli již možnost pád regulovat.